# Паральдегід

Формула паральдегіда

Паральдегід — циклічний тример ацетальдегіда. Органічна сполука, безколірна рідина, що розчиняється у воді та органічних розчинниках. Повільно окиснюється на відкритому повітрі, набуваючи коричневого кольору і виділяючи запах оцтової кислоти. Швидко реагує з більшістю видів пластику та гуми. 
Паральдегід вперше описав 1835 року німецький хімік Юстус Лібіх. Формулу визначив 1838 року Герман Фелінґ, а вперше синтезував 1848 року Валентин Герман Вайденбуш (обоє — студенти Лібіха).
Використовують у промисловості (наприклад, як розчинник, консервант і у виробництві пластмас) та медицині (наприклад, як заспокійливий та протисудомний засіб).